# Acide periodique
L'acide periodique est la molécule HIO4 (acide métaperiodique) ou H5IO6 (acide orthoperiodique). Le nom de la molécule ne provient pas du mot « période », mais de « iode » : acide per-iodique (à comparer avec acide iodique ou acide perchlorique).
En solution diluée, l'acide periodique existe sous la forme d'ions H+ et IO4−. En concentration plus élevée, l'acide orthoperiodique, H5IO6, est formé. Celui-ci peut être obtenu sous forme cristalline.
Par chauffage sous pression réduite à 100 °C, l'acide orthoperiodique peut être déshydraté en acide métaperiodique, HIO4 :
H5IO6 {\displaystyle \rightleftharpoons } HIO4 + 2 H2O.
L'anhydride (heptoxyde de diiode, I2O7) ne peut être obtenu. En poursuivant le chauffage jusqu'à 150 °C environ, on obtient le pentoxyde de diiode (I2O5) :
2HIO4 → H2O + I2O5 + O2.